# Dick Gaughan

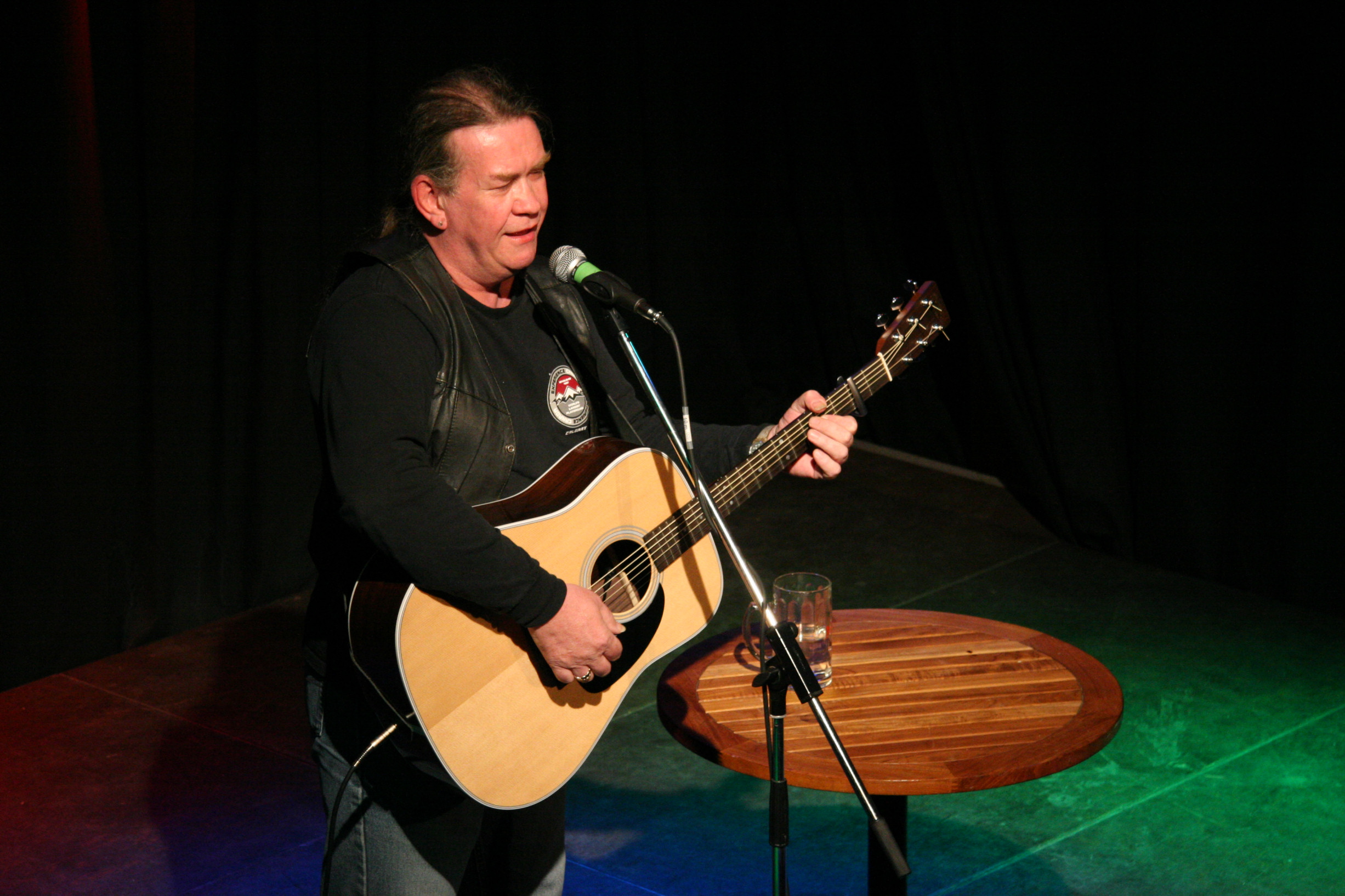
Dick Gaughan tijdens een optreden in Duitsland

Richard Peter Gaughan ook bekend als Dick Gaughan (Glasgow, 17 mei 1948) is een Schotse muzikant, zanger en songwriter.

## Levensloop
Gaughan werd geboren in Rottenrow Maternity Hospital in Glasgow. Hij bracht de eerste tijd van zijn leven door in Rutherglen, South Lanarkshire, later verhuisde het gezin naar Leith, een haven aan de rand van Edinburgh. Zijn moeder was een Macdonald uit Lochaber, zij sprak Gaelic. In 1930 won ze een zilveren medaille met Gaelic songs. Zijn vader werd geboren in Leith.
Al op de leeftijd van zeven ging Gaughan gitaar spelen. Hoewel hij later in het Schots Gaelic zong, spreekt hij die taal niet vloeiend. Gaughan zong in de folkclubs van Edinburgh en werd beroepsmuzikant in 1970. Hij speelde voornamelijk traditionele liederen op een akoestische gitaar. Hij schreef nu zijn eigen nummers.
Hij maakte een soloalbum voordat hij bij The Boys of the Lough ging zingen en gitaarspelen op hun debuutalbum in 1972. Later trad hij op bij The High Level Ranters. In 1981 werd Parallel Lines uitgebracht op het Duitse label Folk Freak. Gaughans soloalbums van de jaren tachtig vallen terug op de akoestische stijl waarin hij was begonnen.
In 1991 werd Gaughan uitgenodigd met zeven andere gevestigde Schotse muzikanten om deel te nemen aan een band genaamd Clan Alba.
Een van de grote interesses van Gaughans is het internet, en hij heeft een bijzondere liefde voor Usenet waarin hij een vele jaren een actieve deelnemer is geweest. Vanaf januari 2013 presenteerde hij het wekelijkse radioprogramma Crossroads op radiostation Midlothian's, Black Diamond FM.

## Discografie
- 1972 - No More Forever
- 1973 - The Boys of the Lough
- 1975 - The Bonnie Pit Laddie (2 tracks)
- 1976 - Kist O'Gold
- 1976 - The 2nd Folk Review Record (2 tracks)
- 1976 - Five Hand Reel (Five Hand Reel)
- 1977 - Sandy Bell's Ceilidh (2 tracks)
- 1977 - Coppers and Brass
- 1977 - For A' That (Five Hand Reel)
- 1978 - Songs of Ewan MacColl (Dave Burland / Tony Capstick)
- 1978 - Gaughan
- 1978 - Earl O' Moray (Five Hand Reel)
- 1981 - Folk Friends 2 (various)
- 1981 - Handful of Earth
- 1981 - Parallel Lines (Andy Irvine)
- 1983 - Different Kind of Love Song
- 1983 - Songs for Peace (1 track)
- 1984 - Out of the Darkness (1 track)
- 1985 - Fanfare for Tomorrow (Ken Hyder)
- 1985 - Live in Edinburgh
- 1986 - True and Bold
- 1987 - Woody Lives (various)
- 1988 - Call it Freedom
- 1995 - Clan Alba
- 1996 - Sail On
- 1997 - Spirit of Ireland (3 tracks)
- 1998 - Redwood Cathedral
- 1998 - Where Have All The Flowers Gone? (1 track)
- 2001 - Street Cries (1 track)
- 2001 - Outlaws & Dreamers
- 2002 - Prentice Piece
- 2002 - Shining Bright (1 track)
- 2003 - Seeds (1 track)
- 2004 - The Clear Stream (2 tracks)
- 2004 - McCalman Singular (1 track)
- 2006 - Lucky For Some